# 上海公交沪川线
沪川线是上海市的一条由浦东南汇公交运营的公交线路。由庆宁寺到川沙客运站。

## 历史
沪川线开线1977年，是由上川铁路停驶拆除，铺设上川公路而开设。途径庆宁寺（高庙）、黑木桥、金桥、金巷、新陆、邵弄、曹路、龚路、大湾、王港、小湾、暮紫桥、王桥至川沙。
21世纪后，线路大幅改动，改行沪东，张桥和华东路。班次缩减至来回各6班。
2022年9月10日，本线划归浦东南汇。